# Нойнкирхен-ам-Занд
Нойнкирхен-ам-Занд (нем. Neunkirchen am Sand) — община  в Германии, в Республике Бавария.
Подчиняется административному округу Средняя Франкония. Входит в состав района Нюрнбергер-Ланд.  Население составляет 4629 человек (на 31 декабря 2010 года). Занимает площадь 14,14 км². Региональный шифр  —  09 5 74 141.Местные регистрационные номера транспортных средств (коды автомобильных номеров) (нем. Kraftfahrzeugkennzeichen) — LAU.
Община подразделяется на 7 сельских округов.

## Население
По оценке на 31 декабря 2015 года население общины составляет 4686 чел.
| Дата      | 1840 | 1871 | 1900 | 1925 | 1939 | 1950 | 1961 | 1970 | 1987 | 2011 |
| --------- | ---- | ---- | ---- | ---- | ---- | ---- | ---- | ---- | ---- | ---- |
| Население | 737  | 784  | 949  | 1097 | 1240 | 2181 | 3099 | 3824 | 4265 | 4618 |

| Год       | 1960 | 1970 | 1980 | 1990 | 2000 | 2009 | 2010 | 2011 | 2012 | 2013 | 2014 | 2015 |
| --------- | ---- | ---- | ---- | ---- | ---- | ---- | ---- | ---- | ---- | ---- | ---- | ---- |
| Население | 3029 | 3904 | 4285 | 4398 | 4747 | 4647 | 4629 | 4617 | 4646 | 4661 | 4704 | 4686 |